# 帕拉米蒂城堡
帕拉米蒂城堡（Παλαμήδι）是希腊南部的一座军事要塞，位于伯罗奔尼撒地区的纳夫普利翁城东侧。要塞坐落在一个高216米的山嵴，兴建于威尼斯共和国第二次占领期间（1686年至1715年）。
要塞是一个非常大的和雄心勃勃的项目，而且在相对较短的时间（1711到1714）内完成。它是一个典型的巴洛克式堡垒，由工程师Giaxich和Lasalle设计。1715年，土耳其人攻占要塞，一直控制到1822年，被希腊人攻克。 
要塞最初以希腊Proveditori命名。奥斯曼帝国占领期间更换为土耳其名称。希腊人推翻土耳其人后，要塞以希腊圣人重新命名。其中一个堡垒曾是囚禁希腊革命英雄塞奥多罗斯·科洛科特罗尼斯的牢房。
城堡俯视着阿尔戈利斯湾、纳夫普利翁市和周围乡村。从城市到堡垒共有857级蜿蜒的台阶，但是到达城堡顶部共有超过一千级台阶。纳夫普利翁当地人喜欢说，到达城堡的顶部有999级台阶。